# تاغزوت تازكزاوت (إلمشان)
تاغزوت تازكزاوت هو دُوَّار يقع بجماعة تازارين، إقليم زاكورة، جهة درعة تافيلالت في المملكة المغربية. ينتمي الدوّار لمشيخة إلمشان التي تضم 8 دواوير. يقدر عدد سكانه بـ 365 نسمة حسب الإحصاء الرسمي للسكان والسكنى لسنة 2004.

## روابط خارجية
- البوابة الوطنية للجماعات الترابية نسخة محفوظة 12 مارس 2018 على موقع واي باك مشين.
- المندوبية السامية للتخطيط